# 対日照

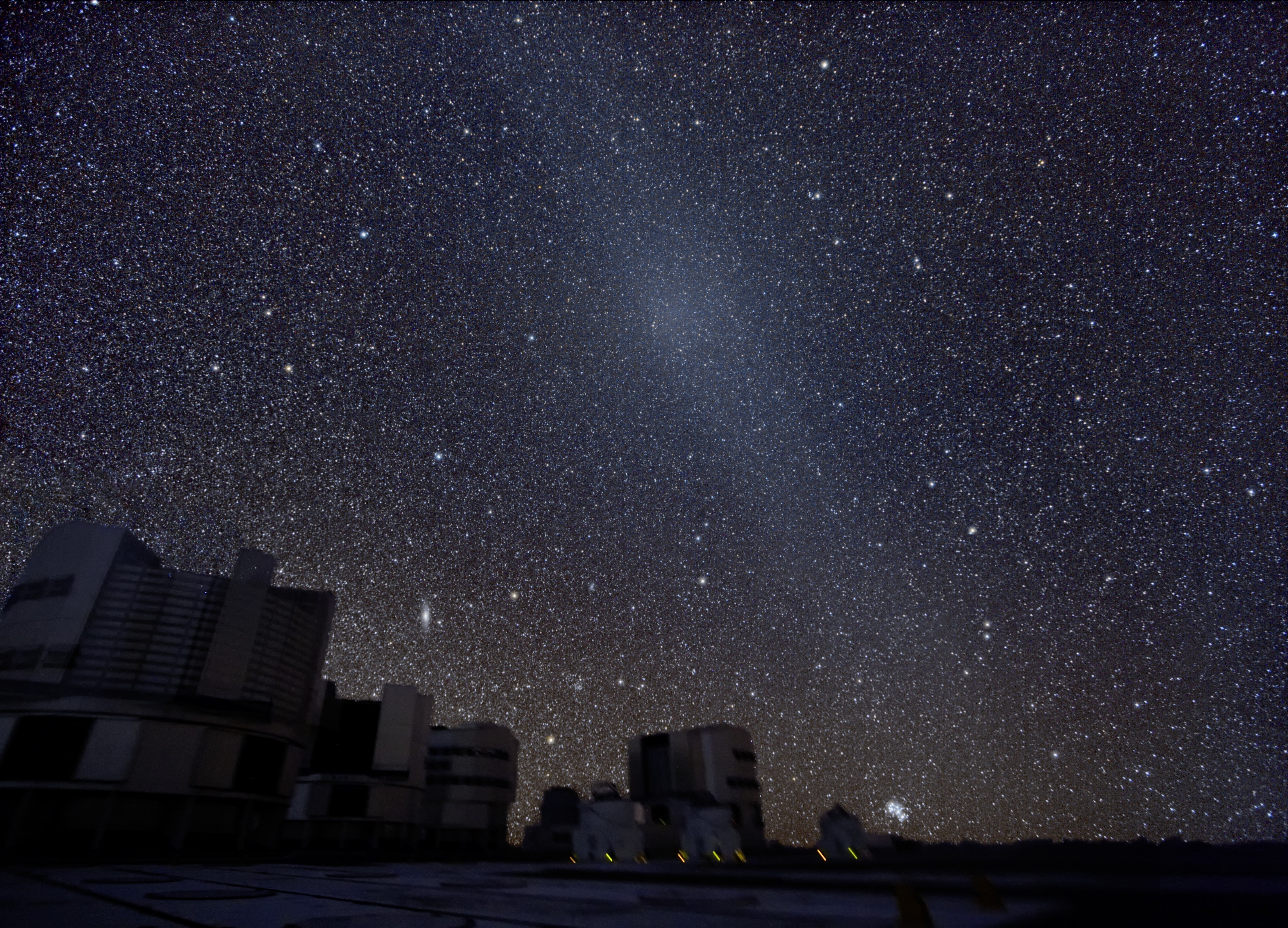
チリ・アタカマ砂漠から見た対日照

対日照（たいにちしょう、独語・英語: gegenschein）とは、天球上で太陽とほぼ反対側に見える、黄道光に続くやや明るい、面積を持った光芒。読みは「たいにちしょう」「たいにっしょう」「たいじつしょう」等、様々なものが流布している。
本来肉眼で見やすい現象だが、天の川よりかなり淡い光の為、夜間の人工光がほとんどない地域でないと見えない。日本のように光害で夜空が極端に明るい地域で観測されるのは極めて稀である。

## 対日照の正体
対日照は、地球軌道に近い宇宙空間に存在する、主としてセンチメートルからマイクロメートルオーダーの塵（惑星間物質）が太陽光を散乱しているものであると考えられている。すなわち、対日照は黄道光の一部である。地球から見て太陽と反対側にある塵は満月と同様に太陽光を正面反射しているため、この付近の塵が特に明るく見える。
対日照の原因としては他にも、地球の高層大気が太陽風に吹き流されて作る「地球の尾」の励起光であるという説や、太陽－地球との間で重力の制限三体問題の直線解の関係になる位置に塵が多く集まっていて、それが見えているという説もあった。しかしこれらは地球を遠く離れた惑星探査機から、地上観測と同じ方向に対日照が観測されることからほぼ否定された。